# HD 111904

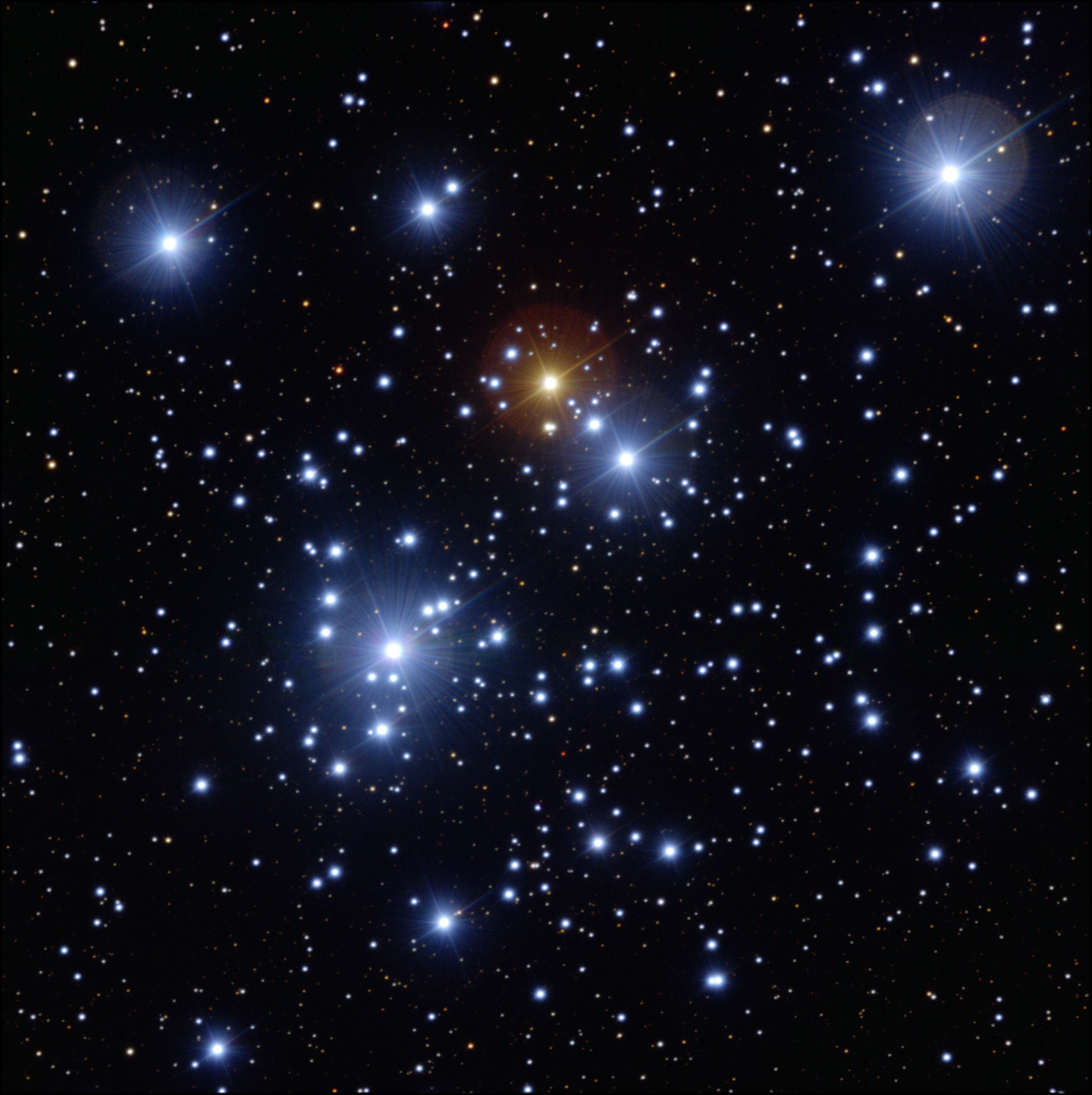
NGC 4755 med HD 111904 till höger. Foto:ESO/Y. Beletsky

HD 111904 (HR 4887) är en ensam stjärna i den öppna stjärnhopen NGC 4755 i den mellersta delen av stjärnbilden Södra korset. Den har en skenbar magnitud av ca 5,77 och är svagt synlig för blotta ögat där ljusföroreningar ej förekommer. Baserat på parallax enligt Gaia Data Release 2 på ca 0,36 mas, beräknas den befinna sig på ett avstånd på ca 9 000 ljusår (ca 2 800 parsek) från solen. Den rör sig närmare solen med en heliocentrisk radialhastighet på ca -19 km/s. Stjärnan är en av de ljusaste stjärnorna i NGC 4775, bättre känd som Juvelskrinet, och utgör toppen av den tydliga asterismen ”A” i centrum av hopen. 

## Egenskaper
HD 111904 är en blå till vit superjättestjärna av spektralklass B9 Ia. Den har en massa som är ca 19 solmassor, en radie som är ca 70 solradier och har ca 112 000 gånger solens utstrålning av energi från dess fotosfär vid en effektiv temperatur av ca 12 700 K.
År 1958 rapporterades HD 111904 ha en skenbar magnitud av 6,80 och ingår på denna grund i den nya katalogen över misstänkta variabla stjärnor med ett variationsintervall på 5,70 - 6,80. Ingen annan observatör har noterat den långt ifrån magnituden 5,75, men mätningar av kända stjärnor av variabel klass B visade att HD 111904 varierar med ungefär en tiondel av en magnitud. Det anses sannolikt vara en Alfa Cygni-variabel.